# На добраніч, мамо
«На добраніч, мамо» (також «На добраніч, матусю», англ. Goodnight Mommy) — американський психологічний фільм-горор 2022 року режисера Метта Собела за сценарієм Кайла Воррена, який є ремейком австрійського фільму «Я бачу, я бачу» 2014 року. У фільмі зіграли Наомі Воттс, Кемерон і Ніколас Кроветті, Крістал Лукас-Перрі, Джеремі Бобб і Пітер Герман. У фільмі розповідається про братів-близнюків, які підозрюють, що їхню мати підмінили на самозванку, обличчя якої забинтоване після пластичної операції.
На початку 2021 року було оголошено про ремейк фільму 2014 року, режисером якого став Собел за сценарієм, написаним Ворреном, а головну роль отримав Воттс. Решту акторського складу оголошено пізніше, а основне знімання відбулося в червні-серпні того ж року.
Фільм «На добраніч, мамо» вийшов Amazon Studios на Prime Video 16 вересня 2022 року. Фільм отримав неоднозначні відгуки від критиків, які високо оцінили гру Воттс, але розкритикували сценарій і вважали його «неповноцінним» і «непотрібним» порівняно з оригінальним фільмом.

## Актори
- Наомі Воттс — мати
- Кемерон Кроветті — Еліас
- Ніколас Кроветті — Лукас
- Пітер Герман — батько
- Крістал Лукас-Перрі — Сенді, поліція штату
- Джеремі Бобб — Гері, поліція штату

## Виробництво
У квітні 2021 року Variety повідомив, що Playtime придбав права на ремейк австрійського фільму 2014 року «Я бачу, я бачу» (в американському і британському прокаті — «На добраніч, мамо»), який розроблявся спільно з Amazon Studios і Animal Kingdom, режисером якого став Метт Собел, сценаристом — Кайл Воррен, а головну роль зіграє Наомі Воттс (також виконавчий продюсер, разом зі сценаристами й режисерами оригінального фільму Веронікою Франц і Северином Фіалою). У червні того ж року Кемерон і Ніколас Кроветті були додані до акторського складу, який уже містив Джеремі Бобба, Крістал Лукас-Перрі та Пітера Германа.
У серпні 2022 року було оголошено, що музику до фільму написав Алекс Вестон.

## Випуск
Фільм «На добраніч, мамо» вийшов у США 16 вересня 2022 року на Prime Video від Amazon Studios.

## Критичне сприйняття
На вебсайті агрегатора рецензій Rotten Tomatoes 47 % із 68 відгуків критиків є позитивними із середньою оцінкою 5,1/10. Консенсус вебсайту звучить так: «Наомі Воттс талановита, як ніколи, але цей ремейк „На добраніч, мамо“ не має реальних підстав для існування». Metacritic, який використовує середньозважену оцінку, поставив фільму 45 зі 100 на основі 17 критиків, вказуючи на «змішані або середні» рецензії.